# عدد صحيح غاوسي
في نظرية الأعداد، عدد طبيعي غاوسي (بالإنجليزية: Gaussian integer)‏ هو عدد عقدي جزءه الحقيقي وجزءه التخيلي هما عددان صحيحان.
مجموعة الأعداد الصحيحة الغاوسية، مزودةً بالعمليتين الاعتياديتين، جمع وضرب الأعداد العقدية، تشكل مجالا تكامليا، عادة ما يُرمز إليه ب Z[i]. هذا المجال التكاملي لا يحتوي على ترتيب كلي.

أعداد صحيحة غاوسية as مشبك النقط في المستوى العقدي

{\displaystyle \mathbb {Z} [i]=\{a+bi\mid a,b\in \mathbb {Z} \}} حيث {\displaystyle i={\sqrt {-1}}}.

## تعريفات أساسية
تُعرف مجموعة الأعداد الصحيحة الغاوسية بالصيغة التالية:
{\displaystyle \mathbf {Z} [i]=\{a+bi\mid a,b\in \mathbf {Z} \},\qquad {\text{ ,  }}i^{2}=-1.}
{\displaystyle N(a+bi)=(a+bi)(a-bi)=a^{2}+b^{2}.}
انظر إلى حلقة جزئية.

## أعداد غاوسية صحيحة
عنصر أولي

## التاريخ
قدم كارل فريدريش غاوس الأعداد الغاوسية في عام 1832، في كتاب له حول التقابل الرباعي.

## معضلات لم تحل بعد

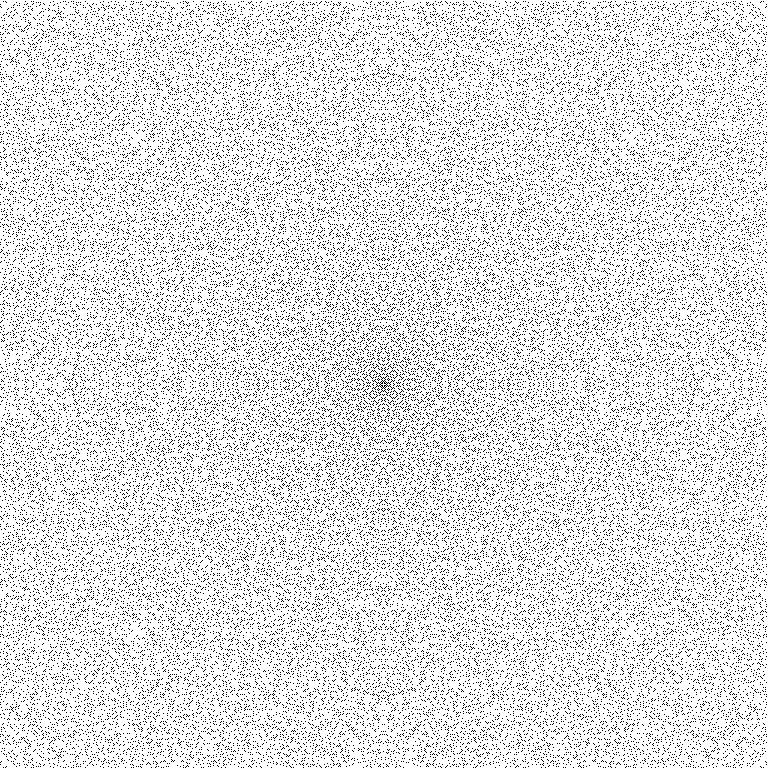
التوزيع في المستوى للأعداد الأولية الغاوسية الصغيرة

تسأل معضلة الدائرة لغاوس عن عدد النقط في مشبك النقط الموجودات داخل دائرة ما مركزها هو مركز المعلم. يكافئ هذا السؤال ما يلي: كم عدد الأعداد الصحيحة الغاوسية الذين معيارهم لا يتجاوز قيمة معينة ؟